# Oktoberförlaget (grundat 2015)
Oktoberförlaget är ett svenskt bokförlag som startades 2015. Förlaget har en del böcker till försäljning som tidigare utgavs av Oktoberförlaget som t.ex. det kommunistiska partiets manifest. 2016 deltog Oktoberförlaget på bokmässan vilket uppmärksammades av en del borgerliga ledarskribenter. Oktoberförlaget har gett ut kända författare som Arundhati Roy och Gert Nygårdshaug. 2017 utgav förlaget "Vandra med kamrater" av Arundhati Roy och 2018 Gert Nygårdshaugs storsäljare "Mengele Zoo."